# We the Kings (альбом)
We the Kings — дебютный студийный альбом американской рок-группы We the Kings из Брейдентона (Флорида). Он был выпущен 2 октября 2007 в США и 8 сентября 2008 в Великобритании на лейбле S-Curve Records.

## История
Группа We the Kings образовалась в 2005 году, когда её участники учились в Manatee High School. В состав группы входили вокалист Трэвис Кларк, гитарист Хантер Томсен, басист Дрю Томсен и барабанщик Дэнни Дункан. Летом группа гастролировала с Don’t Die Cindy. Популярности группы способствовал сайт PureVolume, куда желающие могли загружать свою музыку.

## Отзывы
| Оценки критиков | Оценки критиков |
| Источник        | Оценка          |
| --------------- | --------------- |
| AllMusic        | [ 3 ]           |
| MusicOMH        | [ 7 ]           |

Альбом We the Kings получил смешанные отзывы от музыкальных журналистов. Он дебютировал на 151-м месте в Billboard 200 в США и на 3-м месте в чарте Billboard Top Heatseekers.
Рецензент AllMusic Стюарт Мейсон отметил, что это «быстрый, чёткий пауэр-поп с небольшими искажениями на гитарах и небольшой эмо-хрипотцой в вокале, но ни то ни другое не мешает припевным хуками. Но песни настолько поверхностно запоминающиеся, что все они перетекают одна в другую, почти не отличаясь друг от друга».
We the Kings был сертифицирован в платиновом статусе в Австралии Australian Recording Industry Association (ARIA) за тираж 75 000 копий. Три сингла вышли с этого альбома и второй из них, сингл «Check Yes Juliet» имел коммерческий успех. Он был назван синглом недели «The iTunes Single of the Week» в начале 2008 года, и дотсиг 84-го места в Pop 100 и No. 70-й позиции в Billboard Hot 100 в США и 26-го места в Австралии, где получил платиновый статус ARIA. Cleveland.com включил «Check Yes Juliet» под номером 60 в свой список 100 лучших поп-панк песен.

## Список композиций
Все песни написаны Travis Clark и Sam Hollander, кроме «Headlines Read Out…» (Clark)
1. «Secret Valentine» — 3:28
2. «Skyway Avenue» — 3:26
3. «Check Yes Juliet» — 3:40
4. «Stay Young» — 2:49
5. «Whoa» — 2:37
6. «August Is Over» — 3:16
7. «The Quiet» — 3:12
8. «Don’t Speak Liar» — 3:01
9. «Headlines Read Out…» — 3:14
10. «All Again for You» — 3:06
11. «This Is Our Town» — 2:29

Бонусные треки делюксового издания
1. «Check Yes Juliet (acoustic)» — 3:56
2. «Skyway Avenue (acoustic)» — 3:50

## Чарты
| Чарт (2007)                       | Высшая позиция |
| --------------------------------- | -------------- |
| U.S. Billboard 200                | 151            |
| U.S. Billboard Heatseekers Albums | 3              |

| Год  | Сингл              | Чарт                          | Высшая позиция |
| ---- | ------------------ | ----------------------------- | -------------- |
| 2008 | «Check Yes Juliet» | U.S. Billboard Hot 100        | 70             |
| 2008 | «Check Yes Juliet» | U.S. Billboard Pop 100        | 26             |
| 2008 | «Check Yes Juliet» | Australian Single Charts      | 26             |
| 2008 | «Secret Valentine» | Mainstream Top 40 (Pop Songs) | 40             |

| Страна    | Сертификация | Продажи |
| --------- | ------------ | ------- |
| Australia | Платина      | 70,000+ |